# پل پلیو
نامِ چینیزبان‌های چینی伯希和

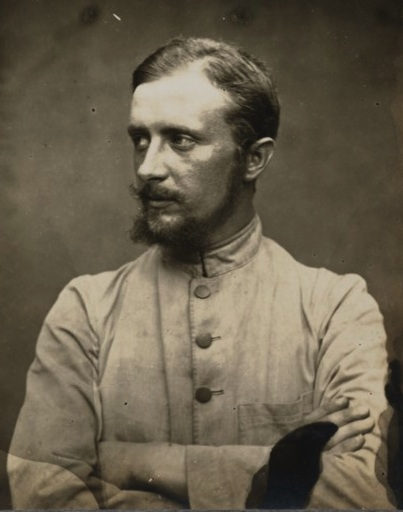
پل پلیو در پوشش چینی

پل پلیو(به فرانسوی: Paul Pelliot) (زادهٔ ۲۸ مه ۱۸۷۸ - مرگ ۲۶ اکتبر ۱۹۴۵) اکتشاف‌گر منطقهٔ آسیای میانه و چین‌شناس فرانسوی بود.
وی در آغاز در اندیشهٔ پیوستن به سرویس خارجی فرانسه بود، در نتیجه به آموختن زبان چینی پرداخت و شاگرد سیلون لوی و ادوار شاوان شد. او به کار در مدرسه فرانسوی خاور دور در هانوی پرداخت. در ۱۹۰۰ به پکن فرستاده‌شد تا کتاب‌هایی چینی را برای کتابخانهٔ مدرسه بیابد. این همزمان بود با شورش مشتزن‌ها در چین، او در سفارت‌خانهٔ فرانسه در پکن گیر افتاد و به زد و خورد با شورشیان پرداخت. دلاوری او در زمان این شورش سبب شد تا بدو نشان لژیون دونور داده‌شود. پلیو در بیست و دو سالگی به هانوی بازگشت و استاد زبان‌های چینی در مدرسه شد. در آینده او به استادی کلژ دو فرانس هم رسید.
او در غرب چین توانست نوشته‌هایی از زبان از میان رفتهٔ تخاری را بیابد.
در جریان جنگ جهانی یکم او به عنوان وابستهٔ نظامی در چین خدمت کرد. مرگ او به دلیل بیماری سرطان روی‌داد. یک گالری در موزه گیمه به افتخار او نام‌گذاری شده‌است.